# 鈴木壮麻
鈴木 壮麻（すずき そうま、1960年12月20日 - ）は、日本のミュージカル俳優、歌手である。本名、鈴木 孝次（すずき たかつぐ）。以前はロックリバーに所属していたが、2009年2月にワタナベエンターテインメントに移籍。旧芸名・鈴木綜馬。
東京都出身。玉川大学文学部外国語学科英語専攻卒業。

## 略歴
1982年に大学在学中に劇団四季の30周年記念オーディションに合格し、翌年の『ジーザス・クライスト・スーパースター』にてシモン役で初舞台を踏む。のち『ウエスト・サイド物語』でトニーデビューを前に芥川英司の芸名に改名。在団中は、数多くの作品に主演。ハイバリトンからテノールの音域をこなす。劇団四季時代のあだ名はたまちゃん（出身大学より）。1998年劇団四季を円満退団。芥川英司の芸名を返上。
鈴木綜馬に改名後は、東宝ミュージカルなどを中心に活躍。『エリザベート』のフランツ・ヨーゼフ、『レ・ミゼラブル』のジャベール役は当たり役。
2010年4月開幕の劇団四季新作ミュージカル「サウンド・オブ・ミュージック」に、開幕キャストのトラップ大佐役で出演。同劇団退団者が退団後に客演、かつ劇団員以外が新作の主要な役の開幕キャストとなることは非常に珍しく、大きな話題となった。
2015年8月、鈴木綜馬から鈴木壮麻に改名。
また近年は自ら作詞・作曲した楽曲によるCD・DVD発売・ライブ活動など、音楽活動にも幅を広げている。楽曲の一部は2005年から着うた配信も始まり、ミュージカル俳優が自身の作曲楽曲を配信される先行例として注目された。
CDやライブでは、1stアルバムから2007年のマキシシングルまで一貫して住友紀人がアレンジ・演奏を手がけ、クオリティの高い仕上がりとなっていた。特にマキシシングルCD『幸福の王子』では、表題作は中村暢之、カップリングの『EDELWEISS』は住友紀人、『Winter Child』は大島ミチルがそれぞれ編曲を手がけ、一枚のCDに3人の大物の起用競演となった。
ワタナベエンターテイメント移籍後、2011年メジャーレーベルから初のCDデビューでは路線を一転、演歌調の楽曲を発売。この曲のプロモーションのため、多くのメディア（特にラジオ）に積極的に出演している。

## 出演

### 舞台

#### 劇団四季
- 赤毛のアン - ギルバート
- ウエストサイド物語 - トニー
- エビータ - マガルディ
- オペラ座の怪人 - ラウル・シャニュイ子爵/オペラ座の怪人
- キャッツ - スキンブルシャンクス/ラム・タム・タガー
- コーラスライン - ボビー
- 35ステップス
- ジーザス・クライスト＝スーパースター - ジーザス・クライスト/シモン
- ハムレット - レイアーティーズ
- 美女と野獣 - ビースト
- ミュージカル李香蘭 - 杉本
- 夢から醒めた夢 - エンジェル
- サウンド・オブ・ミュージック - トラップ大佐

#### 劇団四季以外
- エリザベート - フランツ・ヨーゼフ1世
- 火の鳥 - 茜丸
- レ・ミゼラブル - ジャベール
- チャーリー・ガール - ジャック・コナー
- フォーチュン・クッキー - ニック（主演）
- 港町十三番地 - 早川修平
- キス・ミー・ケイト - フレッド
- 十二夜 - オーシーノ公爵
- 風を結んで - 捨吉
- いろどり橋 - 友吉
- タイタニック〜TITANIC the musical - ハロルド・ブライド
- マリー・アントワネット - オルレアン公
- THE LIGHT IN THE PIAZZA - ナッカレリ氏
- ウェディング・シンガー - サミー
- DRACULA〜ドラキュラ伝説〜 - ヴァン・ヘルシング（アムステルダム大学名誉教授）
- COCO - ルイス・グレフ
- カーテンズ - アーロン・フォックス
- ディートリッヒ 生きた愛した永遠に - トラヴィス・バントン
- アリバイのない天使 - 田中
- ミュージカル・ドラキュラ - ヴァン・ヘルシング
- ロック・オブ・エイジズ - ヘルツ・クライマン
- MY ONE AND ONLY - ニコライ皇子
- サンセット大通り - マックス
- LOVE LETTERS - アンディ
- カリスマ・シャンソン・プロデューサー ジャン=マリ・マルス物語（名古屋巴里祭2012）- ジャン=マリ・マルス（主演）
- オフ・ブロードウェイミュージカルForever Plaid／フォーエヴァー・プラッド（主演）
- フル・モンティ - ハロルド
- シルバースプーンに映る月
- フォレスト・ガンプ
- ズボン船長（主演）
- タイタニック－イスメイ
- 304-シイナ
- End of the RAINBOW - アンソニー
- フロッグとトード〜がま君とかえる君の春夏秋冬〜（2015年・2017年、主演（川平慈英とW主演））
- お気に召すまま（2016年10月、本多劇場）‐ アミアンズ・結婚の神
- フランケンシュタイン（2017年1月、日生劇場） - ルンゲ・イゴール[1]
- コメディ・トウナイト！（2017年3月、新橋演舞場・4月、梅田芸術劇場）‐ 荒尾
- I LOVE A PIANO（2017年5月、6月）
- ブロードウェイと銃弾（2018年2月、日生劇場・3月、梅田芸術劇場、3月、4月博多座）
- I DO! I DO!（2018年5月博品館劇場）
- ウォーター・バイ・ザ・スプーンフル（2018年7月、紀伊国屋サザンシアター・8月、サンケイホールブリーゼ）
- SHIRANAMI（2019年1月、新国立劇場中劇場）
- Red Hot & COLE（2019年3月博品館劇場）
- BACK BEAT（2019年5月、6月・東京芸術劇場・兵庫県芸術県立センター阪急中ホール・刈谷アイリス大ホール市総合センター・やまと芸術文化ホールメインホール）
- ハウ・トゥー・サクシード（2020年9月、10月・東急シアターオーブ・オリックス劇場）‐ ブラット
- ブラッド・ブラザーズ（2022年3月21日 - 4月24日、東京国際フォーラム、梅田芸術劇場シアター・ドラマシティ ほか） - ライオンズ氏
- Forever Plaid（2022年5月14日 - 31日、東京都 よみうり大手町ホール ほか）
- ミュージカル DOROTHY（ドロシー）〜オズの魔法使い〜（2022年8月20日 - 9月19日、日本青年館ホール ほか）- オズ[2]
- ミュージカル『SPY×FAMILY』（2023年3月、帝国劇場 / 2023年4月、兵庫県立芸術文化センターKOBELCO大ホール / 2023年5月、博多座） - ヘンリー・ヘンダーソン 役
  - ミュージカル『SPY×FAMILY』2025年公演（2025年9月20日 - 28日〈予定〉、ウェスタ川越 / 10月7日 - 28日〈予定〉、日生劇場 / 11月5日 - 10日〈予定〉、梅田芸術劇場 メインホール / 11月17日 - 30日〈予定〉、博多座 / 12月12日 - 14日〈予定〉、やまぎん県民ホール / 12月20日・21日〈予定〉、静岡市清水文化会館 / 12月26日 - 30日〈予定〉、御園座）[3][4]
- ミステリ・ミュージカル『ルームメイトと謎解きを』（2023年11月18日 - 26日、サンシャイン劇場）  - 郷田忍警部補 役[5]
- ブロードウェイミュージカル『WHERE'S CHARLEY? チャーリーはどこだ!』（2024年4月22日 - 29日、日本青年館ホール / 5月18日・19日、森ノ宮ピロティホール） - サー・フランシス・チェスニー 役[6]
- 音楽朗読劇『庭の見える部屋と四つの物語』（2024年9月29日、東京文化会館 小ホール）[7]
- 舞台『魔法使いの約束』エチュードシリーズ Part2（2024年11月30日 - 12月8日、天王洲 銀河劇場 / 12月14日 - 22日、SkyシアターMBS） - チェーリオ 役[8]
- ミュージカル『フランケンシュタイン』（2025年4月10日 - 30日、東京建物 Brillia HALL / 5月5日・6日、愛知県芸術劇場 大ホール / 5月10日・11日、水戸市民会館 グロービスホール / 5月17日 - 21日、神戸国際会館 こくさいホール） - ルンゲ / イゴール 役[9][10]
- 『LIGHT YEARS -幾光年-』The Musical（2025年7月31日・8月1日〈予定〉、I'M A SHOW）[11]

### テレビ
- あぐり（1997年、NHK）
- すずらん（1999年、NHK）
- 蒼天の夢〜松陰と晋作・新世紀への挑戦（2000年、NHK）
- 歌恋温泉へようこそ（2001年、NHK）
- お美也（2002年、NHK）
- 利家とまつ〜加賀百万石物語〜 第27、37回（2002年7月14日、9月22日、NHK） - 直江兼続 役
- 地球見聞録 We love the Earth（2005年10月〜2006年9月、WOWOW無料放送／2006年10月〜、BS-i放送中） - ナレーション
- 篤姫（2008年、NHK） - 榎本武揚 役
- 上海タイフーン 第1話「さよなら日本」（2008年、NHK）
- 世界遺産ものがたり（JP制作） - ナレーション・エンディングテーマ（鈴木綜馬「宮廷詩人」）
- 月曜ゴールデン「おばさん会長・紫の犯罪清掃日記 ゴミは殺しを知っている8」（2010年、TBS） - 黒川秀樹役
- ゲゲゲの女房 第142話（2010年、NHK） - 川西一学（無声映画の弁士）役
- 金曜プレステージ「山村美紗サスペンス・京都・源氏物語殺人絵巻」（2010年11月12日、フジテレビ）
- 歌謡チャリティーコンサート（2010年11月23日、NHK）
- NHK歌謡コンサート（2011年5月31日、NHK）
- 相棒 season13第14話「アザミ」（2015年2月4日、テレビ朝日） - 新宮蔵人 役
- 半沢直樹 第5話（2020年8月16日、TBS）- 木滝英雄（帝国航空 機長）役
- ソロ活女子のススメ2 第1話（2022年4月7日、テレビ東京）- ヘリクルーズパイロット 役
- らんまん 第104話（2023年8月24日、NHK） - 掛川道成役

### ディナーショー
- Summer Dinner Show〜So ROMANTIC（2002）：第一ホテル東京
- Christmas Dinner Show〜So DRAMATIC（2003）：第一ホテル東京
- Romantic Midsmmer LAFFOOチャリティーコンサート（2005）：ホテル日航大阪

### コンサート
- リチャード・ロジャース生誕100年〜魅惑のブロードウェイ・ミュージカル（2002）
- 森公美子コンサート - ゲスト（2003）
- 第5回ドン・ボスコ チャリティステージ・テノールな男たち（2003）
- 王舎城芸術文化祭〜杜のフェスティバル in 王舎城 チャリティーコンサート（広島）（2003）
- Broadway Gala Concert 2005-2006：東京国際フォーラムホールC
- ジルベスター・コンサート（2005）：サントリーホール - 司会
- Broadway Gala Concert 2007：東京国際フォーラムホールC
- Windblows Concert〜風の便り【手紙】〜 今伝えたい言葉がある（2007）：東京オペラシティコンサートホール
- ベスト・ミュージカル〜新日本フィルとともに〜（2009）：東京・すみだトリフォニーホール
- ヘルマンハープ演奏会 - ゲスト（2009）：神奈川・慶応義塾日吉キャンパス協生館 藤原記念ホール
- 久野綾希子 ショー・ストッパーズ2 - ゲスト（2010）：東京・銀河劇場
- 華麗なるミュージカル音楽の世界 ガラコンサート2012（2012）：新国立劇場中劇場

### 単独ライブ・コンサート
- 音一会 vol.1（2004）：品川教会グロリア・チャペル
- 音一会 vol.2（2005）：東京・品川プリンスホテルCulb eX
- 音一会 vol.3（2006）：東京・日本大学カザルス・ホール/大阪・リサイタルホール
- 音一会 vol.4〜旅立ちの歌〜（2009）：東京・Club IKSPIARI
- ラフー・チャリティー・コンサート（2011）：東京・サントリーホール）[注釈 1]
- Suzuki Soma Eve Verse 鈴木綜馬〜イブの詩〜 LAFFOO チャリティーコンサートin大阪（2011）：大阪・ホテル日航大阪・ジェットストリーム

### ラジオ
- 辰之助の邦楽ジョッキー（2000）ゲスト出演

### 配信ドラマ
- 相棒 sideA /sideB（2024年3月20日、TELASA）[12]
- 相棒 sideX（2024年10月16日、TELASA）[13]

### その他
- ノートルダムの鐘 - フィーバス（吹き替え）
- ノートルダムの鐘II - フィーバス（吹き替え）
- キングダム ハーツ 3D ［ドリーム ドロップ ディスタンス］ - フィーバス（声の出演）
- DIVA2001（一路真輝リサイタル ゲスト）：日生劇場
- TOKYOKAIKAN MUSICAL CALON vol,2 トークショー 鈴木綜馬vs香寿たつき（2005）：東京會舘

## CD

### オリジナル
- 宝もの（2004） - 1stアルバム
- 宮廷詩人（2005） - 1stマキシシングル：地球見聞録エンディングテーマ曲
- 幸福の王子（2007）- 2ndマキシシングル：地球見聞録エンディングテーマ曲
- 若者は待っている（2011）[注釈 2]

### 舞台
劇団四季
- キャッツ オリジナル・キャスト版：アンサンブル（鈴木孝次）
- キャッツ ロングラン・キャスト版：スキンブルシャンクス（芥川英司）
- 35ステップス
- ミュージカル李香蘭：杉本
- 美女と野獣：ビースト

- エリザベート：東宝ミュージカル
  - ハイライト・スタジオ盤
  - 東宝公演ライヴ盤 内野聖陽版（2001年）
  - 東宝公演ライヴ盤 山口祐一郎版（2001年）
  - 東宝公演2004年ハイライト・ライブ録音盤（トート：内野聖陽ヴァージョン）
- 十二夜 ハイライト・ライブ録音盤：東宝ミュージカル

## DVD・ビデオ
- 宮廷詩人
- 地球見聞録 鈴木綜馬プレミアムBOX

- 蒼天の夢（ビデオ）
- 一路真輝 DIVA2001
- Windblows Concert〜風の便り【手紙】〜 今伝えたい言葉がある

## エピソード
- イギリスからの帰国子女で、英語が堪能。
- 役者にならなかったら、ホテルマンになる予定であったと告白している。
- イギリス育ちのせいか、感情表現がストレートすぎる傾向がある。
  - 大地真央との初対面で、感激のあまり彼女に抱きつき、周囲を驚かせたらしい。[注釈 3]
  - 村井国夫を、「クニオ」と呼び捨てできる唯一の人間（自称）。リスペクトと親愛の表れらしいが、クニオ本人は嫌がっているらしい。[注釈 4]
  - 『華麗なるミュージカル音楽の世界 ガラコンサート2012』にて。初来日のサットン・フォスターに臆することなく、初対面でいきなりハグをして周囲を驚かせる。[注釈 5]
- ピンク色が好きらしい。
  - ライブやCD発売イベントで、ピンクの衣装を身に着けることが多い。
  - 『ウェディング・シンガー』2008年日生劇場公演の公式ブログの動画インタビュー（ロビーの部屋コーナー）にて、鮮やかなピンクのセーターを着て登場。井上芳雄と新納慎也に「ピンクですからね」と指摘され、「“ももちゃん”と呼ばれていたんだもん、高校・大学。」と発言。
  - ロックリバー所属時にタレントグッズとして、サイン入りタオルハンカチ（黒）が劇場売店にて販売されていた（山口祐一郎、今拓哉と共通デザイン）が、一時期、鈴木綜馬のタオルだけ、黒と別に、レースで縁取りしたピンクのタオル（2種）が発売されていた。
- 替え歌好きらしい。
  - 『レ・ミゼラブル』2005年帝国劇場公演の三井住友VISAカード貸切公演のカーテンコールにて、挨拶の代わりに、突然「STARS」のメロディに乗せて、カードの名前を入れた替え歌をアカペラで歌って驚かせる。
  - 『エリザベート』2006年日生劇場公演の千秋楽挨拶にて、突然「大きな古時計」のメロディで「大きなのっぽの山口さん（山口祐一郎）、幸せな一路さん（一路真輝） [注釈 6]…」、と共演者の名前を歌詞にのせた替え歌を披露。共演者と客席の爆笑を誘った。
  - 『マリー・アントワネット』2007年4月22日帝国劇場公演終演後のトークショーにて。マルグリットの歌う「どうだい、スミレだよ 」という1フレーズを、唐突に「どうだい、ツミレだよ 」と歌う。空腹で舞台袖にいるとこう聴こえると主張。この場面は、東宝の公式HPブログにて動画配信された。

## 交友関係
- 尾上松緑は、辰之助時代からの友人。
  - 2007年『マリー・アントワネット』帝国劇場公演における、オルレアン公の独特なメイクを行ったが、これは松緑の隈取からヒントを得た（辰之助時代の、隈取を写し取った布を見て）という（東宝の公式HPブログのインタビューより）。
- 髙嶋政宏は親友、メル友。
  - ライブ『音一会』の開演前アナウンスは、毎回高嶋の声である（vol.2では、妻のシルビアと一緒に夫婦でアナウンス）。
  - 高嶋とシルビア・グラブの結婚を身内で祝う『ご縁の会』（2005年7月20日、下鴨神社で約60名だけ招かれた会）には、数少ない身内以外の招待客の一人として招かれ、歌で二人を祝福した。
  - 東京で行われた大規模な結婚披露宴『高嶋政宏 シルビア・グラブ 結婚を祝う会』（2005年11月11日、ホテルニューオータニ東京）は、『音一会』vol.2初日と日程が重なり、列席できなかった。高嶋とシルビアは翌日、二人揃って音一会を観に来ている。
  - 『マリー・アントワネット』2007年3月梅田芸術劇場公演にて、オルレアン公役で楽を迎えた高嶋が、次の4月から帝国劇場公演で同役を演じる鈴木綜馬を指して「心の友」と呼んでいる。
- 井上芳雄が、子供の頃憧れていたヒーロー。「歌・踊り・芝居、三拍子揃ったミュージカル俳優」として憧れの対象であったと、コンサートのMCやインタビューなどで公表している。小学生の頃ファンレターを出したが返事が来なかったことを、共演した『ドン・ボスコ チャリティーステージ・テノールな男たち』のトークコーナーにて告白。それ以来綜馬は、子供からのファンレターには返事を出すようにしている、と井上に語っている（井上芳雄2006年コンサートのMCより）。なお初共演した『エリザベート』は、鈴木綜馬改名後の初舞台、井上にとってはデビュー作であった。